# Miliusa sclerocarpa
Miliusa sclerocarpa är en kirimojaväxtart som först beskrevs av A. Dc., och fick sitt nu gällande namn av Wilhelm Sulpiz Kurz. Miliusa sclerocarpa ingår i släktet Miliusa och familjen kirimojaväxter. Inga underarter finns listade i Catalogue of Life.